# Cataulacus pygmaeus
Cataulacus pygmaeus é uma espécie de formiga do gênero Cataulacus, pertencente à subfamília Myrmicinae.